# Campionati del mondo di atletica leggera 2017 - Salto in lungo maschile
La gara di salto in lungo maschile si è svolta tra il 4 e il 5 agosto.

## Podio
| Pos.    | Atleta         | Nazionalità | Misura |
| ------- | -------------- | ----------- | ------ |
| Oro     | Luvo Manyonga  | Sudafrica   | 8,48 m |
| Argento | Jarrion Lawson | Stati Uniti | 8,44 m |
| Bronzo  | Ruswahl Samaai | Sudafrica   | 8,32 m |

## Situazione pre-gara

### Record
Prima di questa competizione, il record del mondo (RM) e il record dei campionati (RC) erano i seguenti.
| Record                                  | Prestazione | Atleta                  | Data                           | Competizione              |
| --------------------------------------- | ----------- | ----------------------- | ------------------------------ | ------------------------- |
| Record mondiale · Record dei campionati | 8,95 m      | Mike Powell Stati Uniti | 30 agosto 1991 Tokyo, Giappone | Campionati del mondo 1991 |

### Campioni in carica
I campioni in carica, a livello mondiale e olimpico, erano:
| Campione | Atleta                      | Prestazione | Data                                   | Competizione                |
| -------- | --------------------------- | ----------- | -------------------------------------- | --------------------------- |
| Olimpico | Jeff Henderson Stati Uniti  | 8,38 m      | 13 agosto 2016 Rio de Janeiro, Brasile | Giochi della XXXI Olimpiade |
| Mondiale | Greg Rutherford Regno Unito | 8,41 m      | 29 agosto 2015 Pechino, Cina           | Campionati del mondo 2015   |

### La stagione
Prima di questa gara, gli atleti con le migliori tre prestazioni dell'anno erano:
| Pos. | Atleta                   | Prestazione | Data                                    |
| ---- | ------------------------ | ----------- | --------------------------------------- |
| 1    | Luvo Manyonga Sudafrica  | 8,65 m      | 22 aprile 2017 Potchefstroom, Sudafrica |
| 2    | Ruswahl Samaai Sudafrica | 8,49 m      | 22 aprile 2017 Potchefstroom, Sudafrica |
| 3    | Tyrone Smith Bermuda     | 8,34 m      | 05 maggio 2017 Houston, Stati Uniti     |

## Risultati

### Qualificazione
La gara si è svolta venerdì 4 agosto alle ore 19:30.

Qualificazione: si qualifica chi raggiunge gli 8,05 m (Q) o i migliori dodici (q).
| Pos | Gruppo | Atleta                 | Nazionalità                 | 1ª prova | 2ª prova | 3ª prova | Risultato | Note |
| --- | ------ | ---------------------- | --------------------------- | -------- | -------- | -------- | --------- | ---- |
| 1   | A      | Radek Juska            | Rep. Ceca                   | 8,01 m   | 8,24 m   |          | 8,24 m    | Q    |
| 2   | A      | Maykel Massó           | Cuba                        | 8,15 m   |          |          | 8,15 m    | Q    |
| 3   | B      | Ruswahl Samaai         | Sudafrica                   | 7,95 m   | 8,04 m   | 8,14 m   | 8,14 m    | Q    |
| 4   | A      | Luvo Manyonga          | Sudafrica                   | 8,12 m   |          |          | 8,12 m    | Q    |
| 5   | A      | Michel Tornéus         | Svezia                      | 8,07 m   |          |          | 8,07 m    | Q    |
| 5   | B      | Aleksandr Men'kov      | Atleti Neutrali Autorizzati | 8,07 m   |          |          | 8,07 m    | Q    |
| 7   | A      | Yuhao Shi              | Cina                        | x        | x        | 8,06 m   | 8,06 m    | Q    |
| 8   | A      | Jarrion Lawson         | Stati Uniti                 | 8,02 m   | x        | 8,05 m   | 8,05 m    | Q    |
| 9   | A      | Emiliano Lasa          | Uruguay                     | 7,96 m   | 7,79 m   | x        | 7,98 m    | q    |
| 10  | A      | Damar Forbes           | Giamaica                    | 7,82 m   | 7,86 m   | 7,93 m   | 7,93 m    | q    |
| 11  | B      | Jianan Wang            | Cina                        | 7,83 m   | 7,89 m   | 7,92 m   | 7,92 m    | q    |
| 12  | A      | Fabrice Lapierre       | Australia                   | 7,67 m   | 7,91 m   | 7,84 m   | 7,91 m    | q    |
| 13  | B      | Tyrone Smith           | Bermuda                     | 7,74 m   | 7,88 m   | 7,84 m   | 7,88 m    |      |
| 14  | B      | Henry Frayne           | Australia                   | 7,68 m   | 7,88 m   | 6,61 m   | 7,88 m    |      |
| 15  | B      | Juan Miguel Echevarría | Cuba                        | 7,86 m   | 7,72 m   | 7,02 m   | 7,86 m    |      |
| 16  | A      | Deokhyeon Kim          | Corea del Sud               | 7,73 m   | 7,85 m   | 7,77 m   | 7,85 m    |      |
| 17  | B      | Jeff Henderson         | Stati Uniti                 | 7,74 m   | x        | 7,84 m   | 7,84 m    |      |
| 18  | B      | Kevin Ojiaku           | Italia                      | 7,82 m   | 7,64 m   | 7,38 m   | 7,82 m    |      |
| 19  | B      | Miltiádis Tentoglou    | Grecia                      | 7,70 m   | 7,79 m   | x        | 7,79 m    |      |
| 20  | A      | Marquis Dendy          | Stati Uniti                 | 7,71 m   | 7,78 m   | 7,55 m   | 7,78 m    |      |
| 21  | B      | Ramone Bailey          | Giamaica                    | 7,76 m   | 7,51 m   | 7,49 m   | 7,76 m    |      |
| 22  | A      | Julian Howard          | Germania                    | 7,72 m   | x        | x        | 7,72 m    |      |
| 23  | B      | Lazar Anic             | Serbia                      | x        | 7,34 m   | 7,71 m   | 7,71 m    |      |
| 24  | A      | Changzhou Huang        | Cina                        | 7,60 m   | 7,51 m   | 7,70 m   | 7,70 m    |      |
| 25  | A      | Zarck Visser           | Sudafrica                   | 7,37 m   | 7,60 m   | 7,66 m   | 7,66 m    |      |
| 26  | B      | Tomasz Jaszczuk        | Polonia                     | 7,58 m   | 7,64 m   | x        | 7,64 m    |      |
| 27  | B      | Paulo Sérgio Oliveira  | Brasile                     | 7,53 m   | x        | 7,43 m   | 7,53 m    |      |
| 28  | A      | Yahya Berrabah         | Marocco                     | 7,49 m   | 7,33 m   | 7,33 m   | 7,49 m    |      |
| 29  | A      | Arttu Pajulahti        | Finlandia                   | 7,49 m   | x        | x        | 7,49 m    |      |
| 30  | B      | Serhiy Nykyforov       | Ucraina                     | x        | x        | 7,47 m   | 7,47 m    |      |
| 31  | B      | Quincy Breell          | Aruba                       | 6,90 m   | x        | x        | 6,90 m    |      |
| -   | B      | Eusebio Cáceres        | Spagna                      | x        | x        | x        | nm        |      |

### Finale
La gara si è svolta sabato 5 agosto alle ore 20:05.
| Pos | Atleta            | Nazionalità                 | 1ª prova | 2ª prova | 3ª prova | 4ª prova | 5ª prova | 6ª prova | Risultato | Note                                     |
| --- | ----------------- | --------------------------- | -------- | -------- | -------- | -------- | -------- | -------- | --------- | ---------------------------------------- |
|     | Luvo Manyonga     | Sudafrica                   | x        | 8,48 m   | 8,32 m   | 8,29 m   | 8,17     | x        | 8,48 m    |                                          |
|     | Jarrion Lawson    | Stati Uniti                 | 8,37 m   | 8,43 m   | 8,40 m   | 8,11 m   | 8,41 m   | 8,44 m   | 8,44 m    | Miglior prestazione personale stagionale |
|     | Ruswahl Samaai    | Sudafrica                   | 8,25 m   | x        | 8,15 m   | x        | 8,27 m   | 8,32 m   | 8,32 m    |                                          |
| 4   | Aleksandr Men'kov | Atleti Neutrali Autorizzati | 8,27 m   | x        | x        | x        | x        | x        | 8,27 m    |                                          |
| 5   | Maykel Massó      | Cuba                        | x        | 8,11 m   | 8,22 m   | x        | 8,26 m   | 7,98 m   | 8,26 m    |                                          |
| 6   | Yuhao Shi         | Cina                        | 7,93 m   | 8,17 m   | x        | 7,74 m   | x        | 8,23 m   | 8,23 m    |                                          |
| 7   | Jianan Wang       | Cina                        | 8,14 m   | 8,23 m   | 7,95 m   | 8,00 m   | 7,85 m   | 7,89 m   | 8,23 m    |                                          |
| 8   | Michel Tornéus    | Svezia                      | 8,18 m   | x        | x        | x        | 7,92 m   | 8,05 m   | 8,18 m    |                                          |
| 9   | Emiliano Lasa     | Uruguay                     | 8,06 m   | x        | 8,11 m   |          |          |          | 8,11 m    |                                          |
| 10  | Radek Juska       | Rep. Ceca                   | 7,81 m   | 8,02 m   | 5,34 m   |          |          |          | 8,02 m    |                                          |
| 11  | Fabrice Lapierre  | Australia                   | 7,82 m   | 7,93 m   | 7,91 m   |          |          |          | 7,93 m    |                                          |
| 12  | Damar Forbes      | Giamaica                    | 7,61 m   | 7,91 m   | 7,85 m   |          |          |          | 7,91 m    |                                          |